# Ord (Nebraska)
Ord é uma cidade localizada no estado americano de Nebraska, no Condado de Valley.

## Demografia
Segundo o censo americano de 2000, a sua população era de 2269 habitantes.
Em 2006, foi estimada uma população de 2116, um decréscimo de 153 (-6.7%).

## Geografia
De acordo com o United States Census Bureau, a localidade tem uma área de 4,3 km², sem área coberta por água. Ord localiza-se a aproximadamente 625 m acima do nível do mar.

## Localidades na vizinhança
O diagrama seguinte representa as localidades num raio de 28 km ao redor de Ord.